# روپرت اوبلزر
روپرت اوبلزر (انگلیسی: Rupert Obholzer؛ زادهٔ ۲۷ مارس ۱۹۷۰) قایقران روئینگ اهل بریتانیا است.